# 99 Moons
99 Moons és una pel·lícula suïssa dirigida per Jan Gassmann i estrenada el 2022. Va participar en la programació de l'Association pour le cinéma indépendant et sa diffusion per al Festival de Cinema de Canes de 2022. S'ha subtitulat al català.

## Sinopsi
El control ho és tot per a la Bigna, una científica de 28 anys, qui fins i tot planeja els seus desitjos sexuals més amagats. Un dia coneix a en Frank, un home de trenta anys que busca el sentit de la vida en un mar de drogues dures i sexe esporàdic.

## Repartiment
- Valentina DiPace
- Dominik Fellman
- Danny Exnar